# Lijst van spelers van GAIS Göteborg
Deze lijst omvat voetballers die bij de Zweedse voetbalclub GAIS Göteborg spelen of gespeeld hebben. De spelers zijn alfabetisch gerangschikt.

## A
- Mohammed Abdulrahman
- Gabriel Altemark-Vanneryr
- Kwame Amoateng
- Åke Andersson
- Bengt Andersson
- Björn Andersson
- Hampus Andersson
- Stig Andersson
- Tommy Andersson
- Alexander Angelin
- Calum Angus
- Ásgeir Ásgeirsson
- Jeffrey Aubynn
- Andreas Augustsson
- Kurt Axelsson
- Reuben Ayarna

## B
- Bala Bajaha
- Samir Bakaou
- Guðjón Baldvinsson
- Daniel Bamberg
- Eric Bassombeng
- Olle Bengtsson
- Jonatan Berg
- Magnus Berglöf
- Erik Berthagen
- Mikael Berthagen
- Anders Björk
- David Björkeryd
- Joel Björkman
- Per Blohm
- Daniel Blomgren
- Thomas Bloom
- Garry Brooke

## C
- Kieron Cadogan
- Pablo Campos
- Bror Carlsson
- Lars-Gunnar Carlstrand
- Mervan Çelik
- Christos Christoforidis

## D
- Henrik Dahl
- Mikael Dahlgren
- Alan Dodd
- Martin Dohlsten
- Andreas Drugge
- David Durmaz

## E
- Joakim Edström
- Efe Ehiorobo
- Ikpe Ekong
- Richard Ekunde
- Emil Eliasson
- Patrik Elmander
- Peter Elmander
- Björn Enqvist
- Pär Ericsson
- Kim Eriksen
- Adam Eriksson
- Benjamin Eriksson
- Pär Eriksson
- Tomas Erixon

## F
- Wilton Figueiredo
- Jesper Florén
- Leif Forsberg
- Eine Fredriksson
- Edier Frejd
- Bobbie Friberg da Cruz
- Johan Friberg da Cruz
- Hampus Furublad

## G
- Kenan Galijatovic
- Stephen Gardner
- Terry Gibson
- Mikael Göransson
- Mathias Gravem
- Gunnar Gren
- Jóhann Guðmundsson
- Guðmundur Gunnarsson
- August Gustafsson
- Kenneth Gustafsson
- Magnus Gustafsson
- Markus Gustafsson
- Oliver Gustafsson
- Roger Gustafsson
- Ragnar Gustavsson

## H
- Markus Halsti
- Peter Hedman
- Eyjólfur Héðinsson
- Lars Henriksson
- Fritjof Hillén
- Konrad Hirsch
- Anders Holmberg
- Anton Holmberg
- Gunnar Holmberg
- Erik Holmgren
- Tobias Holmqvist
- Simon Hunt
- Thomas Hvenfelt
- Glenn Hysén

## I
- Aram Ibrahim
- Peter Ijeh
- Torbjörn Isaxon
- Gzim Istrefi

## J
- Frank Jacobsson
- Karl-Alfred Jacobsson
- Sven Jacobsson
- Marcus Jakobsson
- Dime Jankulovski
- Sören Järelöv
- Emir Jazvin
- Mats Jinefors
- Rune Jingård
- Pontus Johannesson
- Bengt Johansson
- Erik Johansson
- Gunnar Johansson
- Gustaf Johansson
- Hans Johansson
- Harry Johansson
- Holger Johansson
- Joel Johansson
- John Johansson
- Leif Johansson
- Marko Johansson
- Per Johansson
- Peter Johansson
- Mikael Johansson-Bolmér
- Carl Johnsson
- Egon Johnsson
- Fridolf Johnsson
- Manfred Johnsson
- Hallgrímur Jónasson
- Frederik Jonsson
- Magnus Jonsson

## K
- Vladimir Kapustin
- Nils Karlsson
- Niklas Karlström
- James Keene
- Aram Khalili
- Viktor Khlus
- Tahir Kocak
- Ulf Köhl
- Shkelqim Krasniqi
- Lenna Kreivi

## L
- Benno Larsen
- Leif Larsson
- Leif Larsson
- Osborne Larsson
- Ariel Lassiter
- Fredrik Leksell
- Helge Liljebjörn
- Folke Lind
- Jonas Lindberg
- Håkan Lindman
- Mattias Lindström
- Stefan Lindström
- Jonas Lundén
- Fredrik Lundgren
- Herbert Lundgren
- Jan Lundqvist
- Edmond Lutaj
- Tommy Lycén

## M
- Olof Magnusson
- Enis Maljici
- Sandeep Mankoo
- Conny Månsson
- Adnan Maric
- Mikael Marko
- Johan Mårtensson
- Max Mårtensson
- Maciej Maryniak
- Matão
- Daniel Mendes
- Migen Memelli
- Roko Miocic
- Malkolm Moënza
- Daniel Morais
- Mirza Mujčić

## N
- Joakim Nåfors
- Daniel Nicklasson
- John Nilsson
- Morgan Nilsson
- Tom Nilsson

## O
- Albert Olsson
- Gunnar Olsson
- Jakob Olsson
- Jan Olsson
- Niklas Olsson
- Razak Omotoyossi
- Mattias Östberg
- Marcus Översjö

## P
- Levon Pachajyan
- Sten Pålsson
- Kyle Patterson
- Gunnar Paulsson
- Sune Persson
- Tony Persson
- Johan Pettersson
- Piotr Piekarczyk
- Anatoliy Ponomarev
- Anders Prytz

## R
- Amadaiya Rennie
- Romarinho
- Tomas Rosenkvist
- Johan Rundqvist

## S
- Mikael Sandklef
- Alvaro Santos
- Glenn Sevestedt
- Henri Sillanpää
- Niclas Sjöstedt
- Magnus Sköldmark
- Richard Spong
- Peter Stavander
- Khari Stephenson
- Sheriff Suma
- Gösta Svensson
- Hector Svensson
- Torsten Svensson

## T
- Jimmy Tamandi
- Lars Ternström
- Bertil Thulin
- Andreas Tobiasson
- Linus Tornblad

## U
- Kjell Uppling

## V
- Tommi Vaiho
- Stefan Vennberg
- Karl-Johan Videhult
- Ville Viljanen

## W
- Patrik Wallin
- Wanderson
- Bobby Warshaw
- Rune Wenzel
- Kenneth Wessberg
- Benjamin Westman
- Axel Wibrån

## Y
- Aleksander Yildrim

## Z
- Gunnar Zacharoff
- Petrit Zhubi